# Liga Mexicana 1902/03
In 1902/03 werd het eerste seizoen gespeeld van de Liga Mexicana de Football Amateur Association, de hoogste voetbalklasse van Mexico. De competitie werd gespeeld van 19 oktober 1902 tot 1 februari 1903. Orizaba AC werd kampioen.
Op de laatste speeldag moest Orizaba winnen van Mexico Cricket om de titel nog van Reforma afhandig te maken, maar doordat Mexico Cricket niet genoeg spelers bij elkaar kreeg kon de wedstrijd niet gespeeld worden en kreeg Orizaba de overwinning, en zo ook de titel, toegewezen. 

## Eindstand

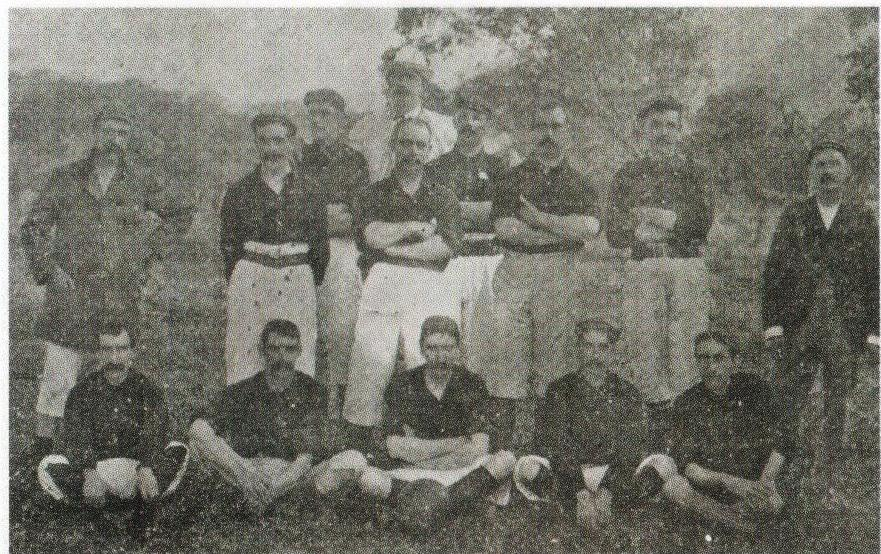
kampioenelftal van Orizaba

| Plaats | Club                | Wed. | W | G | V | Saldo | Ptn. |
| ------ | ------------------- | ---- | - | - | - | ----- | ---- |
| 1°     | Orizaba AC          | 4    | 3 | 1 | 0 | 5:2   | 7    |
| 2°     | Reforma             | 4    | 2 | 2 | 0 | 11:5  | 6    |
| 3°     | British Club        | 4    | 2 | 0 | 2 | 7:3   | 4    |
| 4°     | Pachuca             | 4    | 0 | 2 | 2 | 3:6   | 2    |
| 5°     | Mexico Cricket Club | 4    | 0 | 1 | 3 | 1:11  | 1    |

|  | Kampioen |

### Kampioen
| Liga Mexicana de 1902/03    |
| Mexica                      |
| --------------------------- |
| ORIZABA Kampioen (1° titel) |

## Topschutters
| Speler             | Speler          | Goals | Club         |
| ------------------ | --------------- | ----- | ------------ |
| Vlag van Schotland | James F. McNabb | 4     | British Club |